# Siraszava Hiszanori
Siraszava Hiszanori (Hjógo, 1964. december 13. –) japán válogatott labdarúgó.

## Nemzeti válogatott
A japán válogatott tagjaként részt vett az 1988-as Ázsia-kupán.